# Plaça Carles III (la Ràpita)
La Plaça Carles III és una plaça de la Ràpita (Montsià) inclosa a l'Inventari del Patrimoni Arquitectònic de Catalunya.

## Descripció
De forma regular, 150 x 40m., acabada en semicercle a un dels costats menors, és la cruïlla dels eixos més importants de la ciutat: la carretera general i el carrer del Governador Labadie.
Aquest darrer carrer divideix la plaça en dues parts de característiques diferents una de les quals es tanca en semicercle i està porticada. Aquest pòrtic és uniforme, amb pilastres de secció rectangular i arcs de carpanell a l'alçada de la planta baixa dels edificis.
Al final del pòrtic hi ha, enfront un de l'altre, dos edificis d'estructures ben diferents: l'església i la fleca, amb quatre pilastres circulars cadascuna, amb l'alçada de planta baixa i pis.
Als punts de tangència entre el traçat circular i el recte hi ha dues antigues fonts en desús.
A l'interior de la plaça hi ha una zona amb treballs de jardineria entre la carretera N-340 i altres vies laterals.

## Història
La Ràpita fou fundada pel rei Carles III el 1780. Aquesta plaça, en forma d'ample albereda, esdevingué l'element central i principal ordinador de l'espai urbà a crear, des d'una racionalitat preestablerta. Aquesta fundació d'època Il·lustrada, es feu sota els estrictes cànons neoclàssics en matèria d'urbanisme i edificació.
Pel que sabem, a la plaça, els porxos ja eren fets el segle xviii, i a sobre s'hi van edificar la majoria dels edificis actuals el segle xx.
També tenim coneixement que les obres foren interrompudes uns anys després quedant força edificis administratius per acabar. Alguns d'aquests s'havien començat a construir a ambdós costats de la plaça, de sobri estil neoclàssic.